# Per Christian Jersild
Per Christian Jersild (* 14. března 1935, Katrineholm) je švédský spisovatel a lékař, držitel čestného doktorátu Univerzity v Uppsale.
Jersild napsal od roku 1960 více než 30 knih. Nejznámějšími jsou Barnens ö (Ostrov dětí, zfilmováno v r. 1980) a Babels hus (Babylonský dům; k dispozici ve slovenském překladu). Od poloviny 80. let je fejetonistou deníku Dagens Nyheter.